# Pogačnikov dom na Kriških podih
Pogačnikov dom na Kriških podih je planinska postojanka, ki stoji na spodnjem robu Kriških podov, kraške planote v bližini treh gorskih jezer in je priljubljeno izhodišče za številne planinske ture. PD Radovljica ga je začelo graditi leta 1948, odprt pa je bil 7. oktobra 1951. Imenuje se po takratnem podpredsedniku Planinske zveze Slovenije Jožetu Pogačniku (1927-1951), načelniku gospodarske komisije in pobudniku gradnje doma, ki se je smrtno ponesrečil v Mlinarici na poti k otvoritvi doma. Leta 1973 so dozidali prizidek s sanitarijami, umivalnicami in pralnico ter prenovili notranjost. Leta 1983 je bila iz Zadnjice potegnjena tovorna žičnica, ki je bila med letoma 2001 - 2003 obnovljena. 15. septembra 1985 je bil v zgornji postaji zraven doma odprt bivak z zimsko sobo. Leta 1993 je bila vzpostavljena GSM povezava. Leta 2004 je bilo obnovljeno ostrešje in zamenjana kritina.
Dom obratuje od 1. julija do zadnje nedelje v septembru. V gostinskem prostoru je 45 sedežev in točilni pult. V 5 sobah je 37 postelj, na treh skupnih ležiščih pa 22 ležišč. V domu so še WC in umivalnica, tekoča voda, fotovoltaični sistem in agregat za elektriko. Gostinski prostor je ogrevan s pečjo. V zimski sobi je 20 ležišč in štedilnik.
Dom upravlja Planinsko društvo Radovljica.

## Dostopi
- iz Trente (doline Zadnjica), po mulatieri skozi dolino Belega Potoka (4-5h)
- od Aljaževega doma v Vratih (1015 m) skozi Sovatno (4h)
- od Koče v Krnici (1113 m) čez Kriško steno (4-5h)
- z Vršiča po južnih pobočjih Prisojnika, čez zahodno ostenje Razorja in sedelce Preval (6 do 7h)
- iz Kranjske Gore mimo Koče v Krnici, čez Kriško steno (6 do 7h)

## Ture
- na Pihavec 1.15 h
- na Razor (2601 m) čez sedelce Preval 2h
- na Križ (2410m) 1.30h
- na Stenar (2501m) 2h
- na Bovški Gamsovec (2392 m) čez preval Vrata 1h 15 min
- na Škrlatico (2738m) čez pobočja nad Zgornjim Kriškim jezerom, Dovškega Gamsovca in Dolkove špice 4h